# Liutka, Stara Vîjivka
Liutka (în ucraineană Лютка) este un sat în comuna Dubecine din raionul Stara Vîjivka, regiunea Volînia, Ucraina.

## Demografie
Componența lingvistică a localității Liutka
     Ucraineană (98,24%)
     Alte limbi (1,76%)
Conform recensământului din 2001, majoritatea populației localității Liutka era vorbitoare de ucraineană (98,24%), existând în minoritate și vorbitori de alte limbi.